# Lance Macklin
Lance Noel Macklin, född 2 september 1919 i Kensington, död 29 augusti 2002 i Tenterden, Kent, var en brittisk racerförare.

## Racingkarriär
Lance Macklin var son till Noel Macklin, mannen bakom Invicta och Railton. Han körde 15 formel 1-lopp mellan 1952 och 1955.
Macklin var involverad i Le Mans-katastrofen 1955, men undkom oskadd. Efter att senare ha klarat sig utan skador även från en svår olycka i RAC Tourist Trophy valde han att dra sig tillbaka från motorsporten.

## F1-karriär
| Säsong | Stall/Tillverkare                 | Poäng | Placering |
| ------ | --------------------------------- | ----- | --------- |
| 1952   | HWM                               | 0     | -         |
| 1953   | HWM                               | 0     | -         |
| 1954   | HWM                               | 0     | -         |
| 1955   | Stirling Moss Ltd (Maserati 250F) | 0     | -         |